# محوطه ملک حاتمی
محوطه ملک حاتمی مربوط به عصر آهن است و در شهرستان کوهدشت، بخش کونانی، دهستان کونانی، روستای حیدرخانی، ۱۰۰ متری شمال باغ عبدالله فرزند وله کاکمزن واقع شده و این اثر در تاریخ ۱۸ اسفند ۱۳۸۷ با شمارهٔ ثبت ۲۵۲۸۷ به‌عنوان یکی از آثار ملی ایران به ثبت رسیده است.